# Правительство Гройсмана
Правительство Владимира Гройсмана — украинское правительство, сформированное 14 апреля 2016 года после утверждения Верховной радой Украины VIII созыва кандидатуры Владимира Гройсмана на должность премьер-министра.
29 августа 2019 года правительство Гройсмана сложило полномочия.

## Хронология
16 февраля 2016 года Верховная рада Украины, заслушав отчёт главы правительства Арсения Яценюка о деятельности Кабинета министров в 2015 году, приняла постановление № 4063 о признании неудовлетворительной работы правительства 247 голосами. За несколько часов до этого Президент Украины Пётр Порошенко призвал Арсения Яценюка и генпрокурора Виктора Шокина уйти в отставку. В тот же день Шокин подал в отставку. Однако за отставку правительства проголосовало 194 народных депутата при минимально необходимых 226. 17 февраля фракция «Батькивщина» вышла из коалиции. Михаил Саакашвили назвал происшедшее «олигархическим переворотом» и призвал БПП покинуть коалицию вслед за «Батькивщиной». 18 февраля «Самопомощь» вышла из коалиции «Европейская Украина», что означало её распад, так как в коалиции осталось 215 депутатов при минимально необходимых 226.
10 апреля 2016 года Арсений Яценюк заявил, что уходит в отставку с поста премьер-министра Украины. 14 апреля Верховная рада Украины одним постановлением приняла отставку премьер-министра Арсения Яценюка и назначила вместо него Владимира Гройсмана.

## Состав правительства
14 апреля изначальный состав Правительства был утверждён 239 голосами «за».
| Должность | Руководитель                       | Фото                 | Партия               | Вступил в должность |
| --- | ---------------------------------- | -------------------- | -------------------- | ------------------- |
| Премьер-министр                                                                                                |                                    |                      |                      |                     |
| Владимир Борисович Гройсман                                                                                    |                                    | Блок Петра Порошенко | 14 апреля 2016       |                     |
| Первый вице-премьер-министр — Министр экономического развития и торговли                                       |                                    |                      |                      |                     |
| Степан Иванович Кубив                                                                                          |                                    | Блок Петра Порошенко | 14 апреля 2016       |                     |
| Вице-премьер-министр                                                                                           |                                    |                      |                      |                     |
| Павел Валерьевич Розенко                                                                                       |                                    | Блок Петра Порошенко | 14 апреля 2016       |                     |
| Вице-премьер-министр                                                                                           |                                    |                      |                      |                     |
| Вячеслав Анатольевич Кириленко                                                                                 |                                    | Народный фронт       | 14 апреля 2016       |                     |
| Вице-премьер-министр                                                                                           |                                    |                      |                      |                     |
| Владимир Евсевиевич Кистион                                                                                    |                                    | Беспартийный         | 14 апреля 2016       |                     |
| Вице-премьер-министр — Министр по вопросам евроатлантической интеграции                                        |                                    |                      |                      |                     |
| Иванна Орестовна Климпуш-Цинцадзе                                                                              |                                    | Блок Петра Порошенко | 14 апреля 2016       |                     |
| Вице-премьер-министр — Министр регионального развития, строительства и жилищно-коммунального хозяйства Украины |                                    |                      |                      |                     |
| Геннадий Григорьевич Зубко                                                                                     |                                    | Беспартийный         | 2 декабря 2014       |                     |
| Министр аграрной политики и продовольствия                                                                     | Ольга Васильевна Трофимцева (врио) |                      | Беспартийная         | 9 февраля 2019      |
| Министр внутренних дел                                                                                         | Арсен Борисович Аваков             |                      | Народный фронт       | 22 февраля 2014     |
| Министр по вопросам временно оккупированных территорий и внутренне перемещенных лиц                            | Вадим Олегович Черныш              |                      | Беспартийный         | 14 апреля 2016      |
| Министр экологии и природных ресурсов                                                                          | Остап Михайлович Семерак           |                      | Народный фронт       | 14 апреля 2016      |
| Министр культуры                                                                                               | Евгений Николаевич Нищук           |                      | Беспартийный         | 14 апреля 2016      |
| Министр энергетики и угольной промышленности                                                                   | Игорь Степанович Насалик           |                      | Беспартийный         | 14 апреля 2016      |
| Министр информационной политики                                                                                | Юрий Ярославович Стець             |                      | Блок Петра Порошенко | 2 декабря 2014      |
| Министр иностранных дел                                                                                        | Павел Анатольевич Климкин          |                      | Беспартийный         | 19 июня 2014        |
| Министр инфраструктуры                                                                                         | Владимир Владимирович Омелян       |                      | Беспартийный         | 14 апреля 2016      |
| Министр обороны                                                                                                | Степан Тимофеевич Полторак         |                      | Беспартийный         | 14 октября 2014     |
| Министр образования и науки                                                                                    | Лилия Михайловна Гриневич          |                      | Народный фронт       | 14 апреля 2016      |
| Министр здравоохранения                                                                                        | Ульяна Супрун (и. о.)              |                      | Беспартийный         | 1 августа 2016      |
| Министр социальной политики                                                                                    | Андрей Алексеевич Рева             |                      | Блок Петра Порошенко | 14 апреля 2016      |
| Министр финансов                                                                                               | Оксана Сергеевна Маркарова         |                      | Беспартийный         | 7 июня 2018         |
| Министр юстиции                                                                                                | Павел Дмитриевич Петренко          |                      | Народный фронт       | 27 февраля 2014     |
| Министр молодёжи и спорта                                                                                      | Игорь Александрович Жданов         |                      | Народный фронт       | 2 декабря 2014      |
| Министр Кабинета министров                                                                                     | Александр Сергеевич Саенко         |                      | Блок Петра Порошенко | 14 апреля 2016      |